# 托尼·班奈特
安东尼·多米尼克·“托尼”·贝内德托（英語：Anthony Dominick "Tony" Benedetto，1926年8月3日—2023年7月21日），艺名为托尼·班奈特（Tony Bennett），是一位美国歌手，演唱传统流行乐标准曲、音乐剧歌曲和爵士歌曲。他也在绘画领域造诣颇深，以安东尼·班内托之名创作的作品在数个机构永久公开展览。他是纽约市皇后區法蘭·仙納杜拉艺术高中的创办人。

## 生平
班奈特生於紐約長島的聖約翰主教醫院，他是家中的長子，也同時他是首位家庭成員於醫療機構出生。 ，在皇后区艾斯托里亚街区出生成长，从小就开始唱歌。在二战的最后阶段，他作为美国陆军步兵到欧洲战场作战。战后，他提升了自己的歌唱技巧，与哥伦比亚唱片签约。1951年，成为了他的第一首冠军歌曲，等歌曲也在之后的几年中登顶排行榜。班奈特随后进一步完善自己的爵士演唱方法，在50年代末凭借和等专辑达到了个人的艺术巅峰。1962年，他录制了自己的代表曲目。随着摇滚时代的到来，班奈特的音乐事业和私生活陷入了长期的低潮。
1980年代末和1990年代，班奈特迎来事业的第二春，发行的几张专辑获得了金唱片认证。他在保持自己风格不变的同时吸引了MTV一代的年轻听众。班奈特在2010年代仍是一位有人气的、受评论界赞扬的录音室艺人和现场歌手。他赢得了18座葛莱美奖（包括2001年获得的终身成就奖）、2座艾美奖，以及國家藝術基金會爵士大師獎和肯尼迪中心荣誉奖。他的全球唱片销量已超过5千万份。
2015年班奈特在第57屆葛萊美獎典禮上和女神卡卡合唱表演單曲《Cheek to Cheek》，他們所合作的專輯《Cheek to Cheek》一同榮獲「最佳傳統流行演唱專輯」。2016年班奈特在第58屆葛萊美獎典禮中，與比爾·夏拉普所合作的專輯《The Silver Lining: The Songs of Jerome Kern》一同榮獲「最佳傳統流行演唱專輯」。2022年第64屆格萊美獎典禮，班奈特和女神卡卡合作的專輯《Love For Sale》再度一同榮獲「最佳傳統流行演唱專輯」。